# (4743) Kikuchi
(4743) Kikuchi es un asteroide perteneciente al cinturón de asteroides, descubierto el 16 de febrero de 1988 por Tetsuya Fujii y el también astrónomo Kazuro Watanabe desde el Observatorio de Kitami, Hokkaidō, Japón.

## Designación y nombre
Designado provisionalmente como 1988 DA. Fue nombrado Kikuchi en honor al astronauta japonés Ryoko Kikuchi, suplente del primer astronauta japonés, Toyohiro Akiyama, y ayudó a que se estudiasen los datos de perturbación del medio ambiente.

## Características orbitales
Kikuchi está situado a una distancia media del Sol de 2,267 ua, pudiendo alejarse hasta 2,492 ua y acercarse hasta 2,041 ua. Su excentricidad es 0,099 y la inclinación orbital 4,872 grados. Emplea 1246 días en completar una órbita alrededor del Sol.

## Características físicas
La magnitud absoluta de Kikuchi es 13,8. Tiene 4,104 km de diámetro y su albedo se estima en 0,347.